# 大島新田多目的グラウンド
大島新田多目的グラウンド（おおしましんでん　たもくてきぐらうんど）は埼玉県幸手市および北葛飾郡杉戸町にまたがり所在する、多目的グラウンドである。

## 概要
この大島新田多目的グラウンドは大島新田調節池の造成に併せ同施設の北側に整備され、利用されている多目的グラウンドである。通常は用途としてサッカー場として用いられている。このサッカー場には掘削され調整池の一部になる計画もあったが、現状ではサッカー場のまま保全される方向となっている。また、多目的グラウンド内には日影がないために植樹を施し、ベンチを設置する計画となっている。

## 施設
- サッカー場
- 水道
- 駐車場

## 所在地
- 〒340-0144　埼玉県幸手市大字戸島2046-1
- 〒345-0037　埼玉県北葛飾郡杉戸町大字本島2467-6[3]

上記の地名にまたがり所在している。

## 交通
- 幸手駅より幸手市内循環バスの「幸手駅前」バス停より「東Bコース」に乗車、「浮合（乗車約16分）」にて下車、バス停より南東方へ徒歩約7分（道程約500m[4]）。運賃は100円（1日乗車券は200円）。（市内循環バス　幸手市ホームページ）
- 東武動物公園駅東口より朝日バス「境車庫行き」に乗車、「沼」にて下車、バス停より徒歩にて約7分。（道程約500m）[5][6]

## 周辺
- 大島新田調節池
- 大島新田川
- 安戸落悪水路
- 倉松川
- 倉松公園
- 杉戸町市民農園
- 杉戸町立杉戸第二小学校